# Bom hạt nhân B43

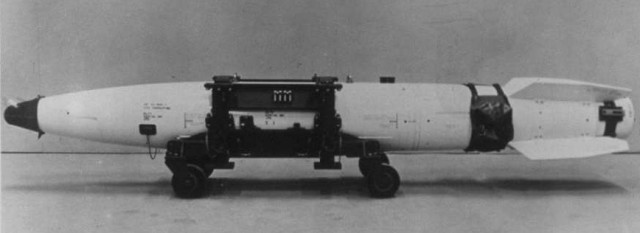
Bom hạt nhân B43

B43 là một loại bom nhiệt hạch thả rơi tự do của Hoa Kỳ có nhiều mức đương lượng nổ khác nhau và được sử dụng rộng rãi trên các máy bay tiêm kích bom và máy bay ném bom.
Bom hạt nhân B43 được phát triển từ năm 1956 tại Los Alamos National Laboratory, bắt đầu được sản xuất từ năm 1959. Bom B43 được đưa vào trang bị trong quân đội Mỹ vào tháng Tư năm 1961. Đã có tổng cộng 2.000 quả bom loại này được sản xuất cho đến khi kết thúc sản xuất vào năm 1965. Một số phiên bản của bom có tích hợp dù.
Bom B43 được chế tạo theo hai phiên bản là Mod 1 và Mod 2, môĩ phiên bản có năm lựa chọn đương lượng nổ khác nhau. Tùy theo các phiên bản mà bom B43 có đường kính 18 in (45 cm) in diameter, và chiều dài từ 12,5 ft (3,81 m) đến 13,6 ft (4,15 m). Trọng lượng bom dao động từ 2.061–2.116 lb (935–960 kg). Bom có thể được thả rơi từ độ cao thấp nhất là 300 ft (90 m), với lựa chọn ngòi nổ trên không, ngòi nổ chạm đất, rơi tự do, ngòi nổ va chạm và ngòi nổ giữ chậm. Đương lượng nổ từ 70 kilotons TNT cho đến 1 megaton TNT.
Bom hạt nhân B43 sử dụng thiết kế Tsetse primary cho khối nhiệt hạch.
Bom B43 là một trong số bốn loại bom nhiệt hạch rơi tự do được trang bị cho máy bay phản lực CF-104 Canada khi còn hoạt động tại Đức từ tháng Sáu năm 1964 đến năm 1972.

## Các phương tiện có khả năng mang bom B43

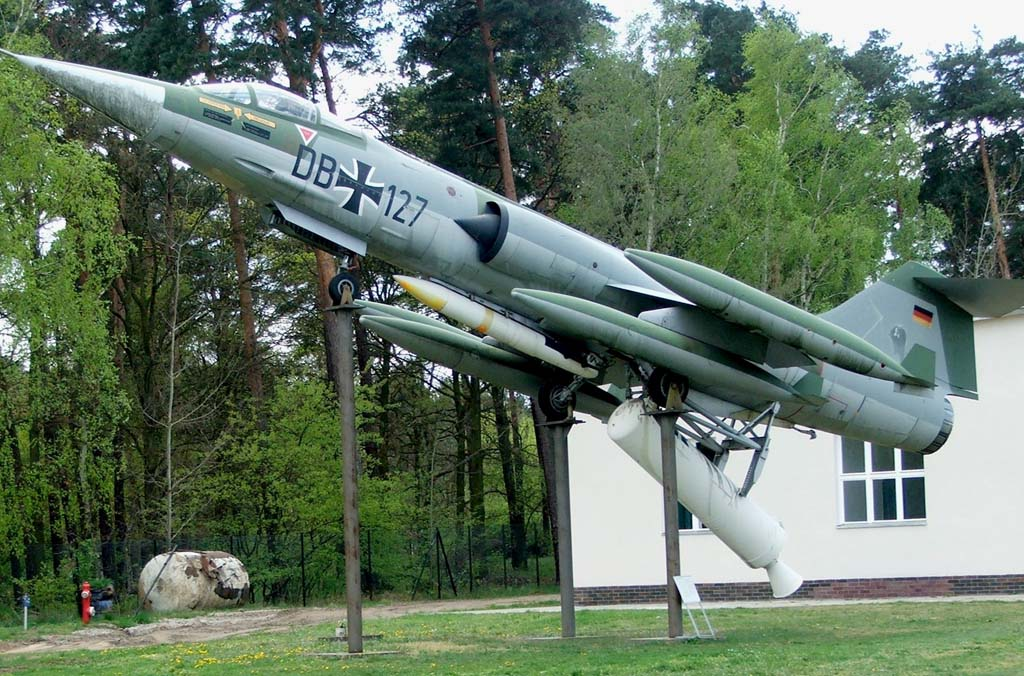
Máy bay F-104G của Không quân Tây Đức với động cơ tên lửa khởi tốc ZELL-Verfahren và bom hạt nhân B-43 tại Gatow, Germany.

Các phương tiện có khả năng mang bom B43 gồm các máy bay tàu sân bay như A-3 Skywarrior, A-4 Skyhawk, A-5 Vigilante, A-6 Intruder, A-7 Corsair II, B-47 Stratojet, B-52 Stratofortress, B-58A Hustler, F-100 Super Sabre, F-105 Thunderchief, F-4 Phantom II, F-104 Starfighter, FB-111A, F-15E Strike Eagle, F-16 Fighting Falcon và F/A-18 Hornet.  Máy bay B-1B Lancer cũng được dự định sẽ được trang bị B43, dù chưa rõ là nó có từng được trang bị bom B43 hay không trước khi chuyển sang trang bị các vũ khí thông thường. B43 cũng được sử dụng bởi máy bay chiến đấu Canberra và Valiant của Không quân Hoàng gia dưới sự chỉ huy của SACEUR.

## Mũi tên gãy
Bom B43 chưa bao giờ được sử dụng trong chiến đấu, nhưng nó đã là nhân vật chính trong vụ tai nạn hạt nhân khi một chiếc A-4E Skyhawk, BuNo 151022, của tàu sân bay USS Ticonderoga (CVA-14) (trong đội hình Attack Squadron VA-56), bị rơi ngoài khơi Nhất Bản vào ngày 5 tháng Mười hai năm 1965 khi nó trượt ra khỏi thang nâng của tàu sân bay, chìm xuống độ sâu 16.000 ft (2.700 sải; 4.900 m) dưới mặt nước biển Thái Bình Dương, cách đảo Kikai 80 mi (130 km). Cả phi công D. M. Webster, khung thân, và quả bom hạt nhân đều không được tìm thấy. Sự việc trên không được công bố và nó chỉ được đưa ra ánh sáng vào năm 1989 trong bản báo cáo của DoD tiết lộ về một quả bom B43 đương lượng nổ 1 Mt bị mất. Nhật Bản sau đó đã yêu cầu Mỹ cung cấp chi tiết thông tin về vụ việc.

## Loại biên
Bom B43 được loại khỏi trang bị vào những năm 1980, và quả bom B43 cuối cùng đã được nghỉ hưu sau khi các loại bom mới hơn như B61 và B63 đi vào hoạt động.

## Link ngoài
- Allbombs.html data page at nuclearweaponarchive.org
- Video showing shipboard handling procedures for the B43 bomb